# Екзекуційний рух
Екзекуційний рух (від лат. exsecutio – виконання, впровадження в дію) – ренесансно (див. Відродження) забарвлений рух середньої шляхти Корони Польської часів останніх Ягеллонів. Мав за мету проведення модернізації держави відмінним від абсолютистсько-олігархічної (див. Абсолютизм) централізації шляхом. За взірець правили антично-республіканські традиції (часто-густо крізь сучасну призму Венеційської республіки). Серед основних вимог екзекуціоністів були: кодифікація права (з наголосом на впровадження в дію – екзекуцію давно відомих постанов); визнання засади виборності короля; розширення повноважень "посольської ізби"?– нижньої палати польського сейму (в ідеалі – постійно діючого; див. Вальний сейм); проведення екзекуції "добр" (маєтків, володінь), себто повернення до державного фонду незаконних королівських надань магнатам-урядовцям після 1504 (загальна кількість цих надань сягала вартості 700 тис. злотих); реформа державного скарбу та податкової системи; організація ефективної оборони держави силами регулярного (кварцяного) війська (див. Кварцяне військо); суспільний контроль над церквою: використання частини церковних прибутків на державніпотреби, виведення польських ієрархів з-під контролю зовнішніх чинників (Римської курії) та пов'язана з цим ідея обмеження на користь шляхти прав міських громад та селян; інтеграція аж до повної інкорпорації в загальнодержавний політичний простір специфічних регіональних спільнот (Мазовії, Силезії, Пруссії, Русі та Литви). В питаннях зовнішньої політики екзекуціоністи здебільшого дотримувались антигабсбурзької (див. Габсбурги) орієнтації (через відстоювання владою, очолюваною цією династією, абсолютистсько-олігархічних цінностей, через налаштованість на конкуренцію з Австрією в регіоні та небажання втягуватися в широкомасштабний конфлікт з Османською імперією).
Абсолютистські нахили Сигізмунда I Старого призвели до його конфронтації з прибічниками Е.р. Боротьба особливо загострилася під час курячої війни 1537 і закінчилася компромісом на Пйотрковському (1538) та Краківському (1538–39) сеймах. Король зобов'язався не видавати законів без згоди сейму та не заперечувати проти проведення вільної королівської елекції по смерті його сина. З часом цей компроміс обернувся на користь шляхти. Найактивніша фаза Е.р. припадає на період від 1552 до першої елекції вільної поголовної короля (1573). 1562–67 проведено обмежену екзекуцію "добр" (ті, хто мали державні королівські маєтності, могли залишати собі лише 1/5 прибутків, отриманих із цих маєтностей, а з решти четверта ч. йшла на потреби кварцяного війська); 1563 – заборонено світським урядовцям (старостам; див. Староство) виконувати вироки церковних судів; на сеймі 1562–63 проведено податкову реформу (зокрема обкладено податками церковні десятини); 1573 – варшавська конфедерація (див. Конфедерації шляхетські) гарантувала релігійну толерантність у державі; 1578 – утворено шляхетське суддівство вищої інстанції – Найвищий трибунал коронний у Пйотркові (для Великопольщі) та Любліні (для Малопольщі й України). Завершено об'єднання Корони Польської та Великого князівства Литовського в єдину федеративну державу – Річ Посполиту (див. Люблінська унія 1569), інкорпоровано князівства Освенцім і Затор; значною мірою інтегровано з королівством Пруссію та Україну.
Шляхта з "руських" воєводств Корони Польської (до 1569) брала активну участь в Е.р., причому Холмщина, де не було власної магнатерії, висувала най-радикальніших екзекуціоністів (М.Сеницький, Я.Замойський), а найбільш "українні" воєводства – Руське воєводство та Подільське воєводство – зазвичай відстоювали недоторканність володінь своїх магнатів – "стражників прикордоння".
За часів перших безкоролів'їв вплив Е.р. на політичну культуру Речі Посполитої важко переоцінити, адже згодом чи не кожний громадський рух аж до повстання під керівництвом Т.Костюшка (1794) покликався на спадщину екзекуціоністів. На думку сучасного польського історика А. Сулими-Камінського, козацький рух в Україні кінця 16–17 ст. є продовженням екзекуційних традицій (адже на прилучених до Корони Польської після 1569 українських землях екзекуція прав і "добр" не відбувалася, а проблема прав православних (див. Православ'я) в країні не вирішувалася.